# Imre Gelencsér
Imre Gelencsér (* 24. srpna 1960 Oroszlány) je bývalý maďarský zápasník–judista.

## Sportovní kariéra
Připravoval se v Tatabáni pod vedením Ference Németha. V olympijském roce 1980, věkem ještě junior, zaujal turnajovými výsledky reprezentačního trenéra Ference Moravtze a třetím místem na mistrovství Evropy ve Vídni si řekl o nominaci na olympijské hry v Moskvě. V Moskvě vypadl v úvodním kole. Po olympijských hrách narukoval na povinnou vojenskou základní službu a na své výsledky z roku 1980 nenavázal. Žije v Německu v Bavorsku a pravidelně objíždí veteránské soutěže.